# Straža, Straža
Straža este o localitate din comuna Straža, Slovenia, cu o populație de 1.996 de locuitori.